# Nicolae Vulovici
Nicolae Vulovici (n. 8 iunie 1877, Calafat, Dolj, România – d. 8 septembrie 1916, Sânmartin, Comitatul Ciuc, Regatul Ungariei) a fost unul dintre principalii poeți-militari români creatori de versuri cu tematică militară și patriotică. A fost ofițer de carieră în Armata României și a servit în mai multe unități militare din Craiova, Fălticeni și Piatra Neamț, ajungând până la gradul de căpitan.
A decedat la scurt timp după intrarea României în Primul Război Mondial, fiind primul căzut la datorie dintre ofițerii Regimentul 15 Infanterie „Războieni”, unitate din compunerea Diviziei 7 Infanterie „Roman”.

## Primii ani; familia; prietenii
S-a născut la Calafat în anul 1877, părinții săi fiind Ștefana și Petre Vulovici. A urmat cursurile școlii primare și ale liceului în orașul natal.
La 6 mai 1912 s-a căsătorit cu Elena Ghițescu din Rădășeni, cu care însă a avut o căsnicie nefericită.
A fost legat printr-o prietenie durabilă de scriitorul Ion Agârbiceanu, pe care l-a cunoscut în anul 1906, atunci când a călătorit în Transilvania cu prilejul sărbătorilor societății ASTRA, dedicate împlinirii a 18 secole de la cucerirea Daciei de către romani.

## Cariera militară
Începând de la 1 iulie 1898 a urmat cursurile Școlii de Artilerie și Geniu din București, pe care a absolvit-o la 1 iulie 1900, cu gradul de sublocotenent, în arma geniu, după care, în perioada 1900-1901, a urmat cursurile Școlii Speciale de Artilerie și Geniu, fiind clasificat ultimul din promoția sa (32 din 32 absolvenți). Din acest motiv, a fost transferat în arma infanterie, fiind introdus în controalele armatei pe ultimul loc al promoției 1900, arma infanterie, după ultimul dintre absolvenții Școlii Militare de Infanterie și Cavalerie, clasificați în ordinea mediilor de absolvire.
A fost repartizat la Regimentul Rovine No. 26 din garnizoana Craiova, cu gradul de sublocotenent. După ce a fost avansat ca locotenent la 1 octombrie 1906, în anul 1908 a fost transferat la Regimentul Suceava No. 16 din Fălticeni. A fost avansat căpitan la 1 aprilie 1912 și transferat după câteva luni la Regimentul Războieni No. 15 din Piatra Neamț. Aici a comandat una dintre  companiile regimentului (a 12-a), avându-l ca și comandant de pluton în Campania din Bulgaria din 1913 pe locotenentul de rezervă Mihail Sadoveanu.
A fost împușcat în frunte la Miercurea Ciuc (în maghiară Csíkszereda) la 8 septembrie 1916 în timpul Ofensivei Armatei Române în Transilvania, în timp ce comanda compania a 4-a aflată în batalionul de avangardă al regimentului.
În ziua respectivă Brigada 13 Infanterie (Divizia a 7-a), din a cărui organică făcea parte Regimentul 15 Infanterie „Războieni”, înaintase spre orașul Miercurea Ciuc pentru a-l prelua printr‑o manevră de dublă învăluire, realizată în cooperare cu Brigada 15 Infanterie din Divizia a 8-a.
A decedat în serviciul de ambulanță, în imediata apropiere a satului Sânmartin (în maghiară Csíkszentmárton). Pentru o perioadă scurtă a fost înmmormântat în Cimitirul Eroilor din Miercurea-Ciuc, fiind mutat după război la Craiova. A fost decorat cu Medalia Răsplata Muncii clasa a II-a în 1906, Medalia pentru bărbăție și credință clasa a II-a în 1910, iar post-mortem cu Ordinul național „Steaua României”. A fost avansat – tot post-mortem - la gradul de maior.

## Activitatea poetică
A debutat literar în Gazeta Nouă din Craiova în anul 1901. În perioada 1903-1904 a contribuit la editarea revistei lunare Noua Revistă Olteană din Craiova, împreună cu căpitanul Ștefan Braborescu (actorul de mai târziu), iar din anul 1905 a colaborat la revista sămănătoristă Ramuri, unde a făcut parte din comitetul de redacție, împreună cu Emil Gârleanu. A publicat și în Sămănătorul, Neamul românesc literar, Junimea literară, Patria, Reporterul, Universul, Cazarma, Foaia Ilustrată, Frăția românească, Fluierașul, Calendaru Ligii pentru Unitatea Culturală a Tuturor Românilor, Almanahul Societății Scriitorilor Români, Viața literară, Zorile.
A fost unul dintre principalii poeți români creatori de versuri cu tematică militară și patriotică. Versurile scrise de el au avut ca scop creșterea moralului trupelor și sunt o expresie a avântului și a credințelor sale ostășești.  Tematica și conținutul poeziilor au fost inspirate din istoria României, pe prim plan fiind situat Războiul de la 1877.
Volume antume:
- Vitejești, 1905[1] (1906 după o altă sursă) – republicat în 1925 și 1978.[10]
- Stihuri oțelite, 1909[1][10] (1910 după o altă sursă), carte apărută la Fălticeni.[14]

A semnat traduceri (inclusiv cu pseudonimul Nepeve) din Petőfi și Prudhomme.

## In memoriam
În perioada interbelică, la Sânmartin a fost ridicat în amintirea lui de către unul dintre despărțămintele Societății Astra, un monument.
O stradă din Craiova îi poartă numele.